# A munka hősei epizódjainak listája
Ez a cikk A munka hősei című sorozat epizódjait listázza.

## Évados áttekintés
| Évad | Évad | Epizódok | Eredeti sugárzás     | Eredeti sugárzás   | Eredeti adó    |
| Évad | Évad | Epizódok | Évadpremier          | Évadfinálé         | Eredeti adó    |
| ---- | ---- | -------- | -------------------- | ------------------ | -------------- |
|      | 1    | 10       | 2011. április 6.     | 2011. június 8.    | Comedy Central |
|      | 2    | 10       | 2011. szeptember 20. | 2011. november 22. | Comedy Central |
|      | 3    | 20       | 2012. május 29.      | 2013. március 20.  | Comedy Central |
|      | 4    | 13       | 2014. január 22.     | 2014. április 16.  | Comedy Central |
|      | 5    | 13       | 2015. január 14.     | 2015. április 8.   | Comedy Central |
|      | 6    | 10       | 2016. január 14.     | 2016. március 17.  | Comedy Central |
|      | 7    | 10       | 2017. január 11.     | 2017. március 15.  | Comedy Central |

## 1. évad (2011)
| Sor. | Év. | Cím                                        | Rendező        | Író                                                                                         | Premier                            | Nézettség   | Gyártási szám |
| ---- | --- | ------------------------------------------ | -------------- | ------------------------------------------------------------------------------------------- | ---------------------------------- | ----------- | ------------- |
| 1.   | 1.  | Kaki, pisi (Piss & Shit)                   | Kyle Newacheck | Blake Anderson, Adam Devine, Anders Holm, Kyle Newacheck, Connor Pritchard és Dominic Russo | 2011. április 6. 2012. április 20. | 1,10 millió | 101           |
| 2.   | 2.  | Flexelés (We Be Ballin)                    | Kyle Newacheck | Blake Anderson                                                                              | 2011. április 13.                  | 1,05 millió | 102           |
| 3.   | 3.  | Tábor az irodában (Office Campout)         | Chris Koch     | Adam Devine                                                                                 | 2011. április 20.                  | 0,94 millió | 103           |
| 4.   | 4.  | Az előléptetés (The Promotion)             | Chris Koch     | Kevin Etten és Anders Holm                                                                  | 2011. április 27.                  | 1,44 millió | 104           |
| 5.   | 5.  | Checkpoint Gnarly                          | Kyle Newacheck | Leila Strachan                                                                              | 2011. május 4.                     | 1,45 millió | 105           |
| 6.   | 6.  | A sztrájk (The Strike)                     | Chris Koch     | Brian Keith Etheridge és David King                                                         | 2011. május 11.                    | 1,35 millió | 106           |
| 7.   | 7.  | Straight Up Juggahos                       | Kyle Newacheck | Kevin Etten                                                                                 | 2011. május 18.                    | 1,49 millió | 107           |
| 8.   | 8.  | Barátom, a ragadozó (To Friend a Predator) | Kyle Newacheck | Anders Holm                                                                                 | 2011. május 25.                    | 1,51 millió | 108           |
| 9.   | 9.  | Muscle I'd Like to Flex                    | Chris Koch     | Kyle Newacheck                                                                              | 2011. június 1.                    | 1,65 millió | 109           |
| 10.  | 10. | In the Line of Getting Fired               | Kyle Newacheck | Kevin Etten és Anders Holm                                                                  | 2011. június 8.                    | 1,36 millió | 110           |

## 2. évad (2011)
| Sor. | Év. | Cím                            | Rendező           | Író              | Premier              | Nézettség   | Gyártási szám |
| ---- | --- | ------------------------------ | ----------------- | ---------------- | -------------------- | ----------- | ------------- |
| 11.  | 1.  | Heist School                   | Tristram Shapeero | Kevin Etten      | 2011. szeptember 20. | 2,13 millió | 203           |
| 12.  | 2.  | Dry Guys                       | Kyle Newacheck    | Kyle Newacheck   | 2011. szeptember 27. | 1,77 millió | 201           |
| 13.  | 3.  | Temp-Tress                     | Kyle Newacheck    | Anders Holm      | 2011. október 4.     | 1,71 millió | 202           |
| 14.  | 4.  | Model Kombat                   | Tristram Shapeero | David King       | 2011. október 11.    | 1,98 millió | 205           |
| 15.  | 5.  | Old Man Ders                   | Kyle Newacheck    | Scott Rutherford | 2011. október 18.    | 1,98 millió | 206           |
| 16.  | 6.  | Stop! Pajama Time              | Kyle Newacheck    | Blake Anderson   | 2011. október 25.    | 1,65 millió | 207           |
| 17.  | 7.  | Teenage Mutant Ninja Roommates | Kyle Newacheck    | Leila Strachan   | 2011. november 1.    | 2,16 millió | 208           |
| 18.  | 8.  | Karl's Wedding                 | Jay Karas         | Kevin Etten      | 2011. november 8.    | 1,82 millió | 209           |
| 19.  | 9.  | Man Up                         | Kyle Newacheck    | Anders Holm      | 2011. november 15.   | 1,67 millió | 210           |
| 20.  | 10. | 6 Hours Till Hedonism II       | Kyle Newacheck    | Adam Devine      | 2011. november 22.   | 1,48 millió | 204           |

## 3. évad (2012-2013)
| Sor. | Év. | Cím                        | Rendező                             | Író                                          | Premier           | Nézettség   | Gyártási szám |
| ---- | --- | -------------------------- | ----------------------------------- | -------------------------------------------- | ----------------- | ----------- | ------------- |
| 21.  | 1.  | The Business Trip          | Kyle Newacheck                      | Craig Digregorio                             | 2012. május 29.   | 2,11 millió | 303           |
| 22.  | 2.  | True Dromance              | Tristram Shapeero                   | Sean Clements és Dominic Dierkes             | 2012. június 5.   | 1,51 millió | 302           |
| 23.  | 3.  | Fat Cuz                    | Kyle Newacheck                      | Anders Holm                                  | 2012. június 12.  | 1,25 millió | 301           |
| 24.  | 4.  | To Kill a Chupacabraj      | Kyle Newacheck és Tristram Shapeero | Bill Krebs                                   | 2012. június 19.  | 1,46 millió | 305           |
| 25.  | 5.  | Good Mourning              | Tristram Shapeero                   | Kyle Newacheck                               | 2012. június 26.  | 1,60 millió | 304           |
| 26.  | 6.  | The Meat Jerking Beef Boys | Eric Appel                          | Sean Clements, Dominic Dierkes és Bill Krebs | 2012. július 3.   | 1,41 millió | 306           |
| 27.  | 7.  | The Lord's Force           | John Fortenberry                    | Blake Anderson                               | 2012. július 10.  | 1,49 millió | 307           |
| 28.  | 8.  | Real Time                  | Kyle Newacheck                      | Kevin Etten                                  | 2012. július 17.  | 1,18 millió | 308           |
| 29.  | 9.  | Ders Comes in Handy        | Chris Koch                          | Ryan Koh                                     | 2012. július 24.  | 1,54 millió | 309           |
| 30.  | 10. | Flashback in the Day       | Kyle Newacheck                      | Adam DeVine                                  | 2012. július 31.  | 1,34 millió | 310           |
| 31.  | 11. | Booger Nights              | Jay Karas                           | Kevin Etten                                  | 2013. január 16.  | 1,72 millió | 314           |
| 32.  | 12. | A TelAmerican Horror Story | Kyle Newacheck                      | Sean Clements és Dominic Dierkes             | 2013. január 23.  | 1,38 millió | 311           |
| 33.  | 13. | Alice Quits                | Kyle Newacheck                      | Anders Holm                                  | 2013. január 30.  | 1,30 millió | 313           |
| 34.  | 14. | Fourth and Inches          | Kyle Newacheck                      | Sean Clements és Dominic Dierkes             | 2013. február 6.  | 1,59 millió | 315           |
| 35.  | 15. | Webcam Girl                | Christian Hoffman                   | John Carcieri                                | 2013. február 13. | 1,30 millió | 312           |
| 36.  | 16. | High Art                   | Ben Berman                          | Sean Clements és Dominic Dierkes             | 2013. február 20. | 1,17 millió | 316           |
| 37.  | 17. | The Worst Generation       | Ben Berman                          | Tony Goodman és Steven White                 | 2013. február 27. | 1,09 millió | 318           |
| 38.  | 18. | Hungry Like the Wolf Dog   | Kyle Newachek                       | Craig Digregorio                             | 2013. március 6.  | 1,23 millió | 317           |
| 39.  | 19. | In Line                    | Rob Schrab                          | Adam Devine                                  | 2013. március 13. | 1,21 millió | 319           |
| 40.  | 20. | The Future Is Gnar         | Kyle Newachek                       | Blake Anderson                               | 2013. március 20. | 1,24 millió | 320           |

## 4. évad (2014)
| Sor. | Év. | Cím                                                                     | Rendező           | Író                              | Premier                           | Nézettség   | Gyártási szám |
| ---- | --- | ----------------------------------------------------------------------- | ----------------- | -------------------------------- | --------------------------------- | ----------- | ------------- |
| 41.  | 1.  | Orgazmo Birth                                                           | Kyle Newacheck    | Kevin Etten                      | 2014. január 22. 2025. május 15.  | 1,47 millió | 404           |
| 42.  | 2.  | Fry Guys                                                                | Kyle Newacheck    | Sean Clements és Dominic Dierkes | 2014. január 29. 2025. május 16.  | 1,30 millió | 403           |
| 43.  | 3.  | Snackers                                                                | Christian Hoffman | Dana Scanlon                     | 2014. február 5. 2025. május 16.  | 1,38 millió | 402           |
| 44.  | 4.  | Miss BS                                                                 | Jay Karas         | Sean Clements és Dominic Dierkes | 2014. február 12. 2025. május 17. | 1,27 millió | 409           |
| 45.  | 5.  | Three and a Half Men                                                    | Kevin Etten       | Noah Garfinkel                   | 2014. február 19. 2025. május 19. | 1,21 millió | 406           |
| 46.  | 6.  | Brociopath                                                              | Kyle Newacheck    | Craig Digregorio                 | 2014. február 26. 2025. május 20. | 1,32 millió | 401           |
| 47.  | 7.  | We Be Clownin'                                                          | Rob Schrab        | Anders Holm                      | 2014. március 5. 2025. május 20.  | 1,36 millió | 405           |
| 48.  | 8.  | Beer Heist                                                              | Kyle Newacheck    | Scotty Landes                    | 2014. március 12. 2025. május 21. | 1,38 millió | 410           |
| 49.  | 9.  | Best Buds                                                               | Anders Holm       | Anders Holm                      | 2014. március 19. 2025. május 21. | 1,21 millió | 407           |
| 50.  | 10. | Time Chair                                                              | Kyle Newacheck    | Craig Digregorio                 | 2014. március 26. 2025. május 22. | 1,08 millió | 412           |
| 51.  | 11. | The One Where the Guys Play Basketball and Do the "Friends" Title Thing | Jay Karas         | Anders Holm és Kevin Etten       | 2014. április 2. 2025. május 22.  | 1,25 millió | 413           |
| 52.  | 12. | DeputyDong                                                              | Jay Karas         | Blake Anderson                   | 2014. április 9. 2025. május 23.  | 1,04 millió | 411           |
| 53.  | 13. | Friendship Anniversary                                                  | Kyle Newacheck    | Adam Devine                      | 2014. április 16. 2025. május 23. | 0,98 millió | 408           |

## 5. évad (2015)
| Sor. | Év. | Cím                   | Rendező           | Író                                                | Premier           | Nézettség   | Gyártási szám |
| ---- | --- | --------------------- | ----------------- | -------------------------------------------------- | ----------------- | ----------- | ------------- |
| 54.  | 1.  | Dorm Daze             | Kyle Newacheck    | Sean Clements és Dominic Dierkes                   | 2015. január 14.  | 1,10 millió | 504           |
| 55.  | 2.  | Front Yard Wrestling  | Adam Newacheck    | Kevin Etten                                        | 2015. január 21.  | 0,95 millió | 503           |
| 56.  | 3.  | Speedo Racer          | Kyle Newacheck    | Anders Holm                                        | 2015. január 28.  | 0,89 millió | 501           |
| 57.  | 4.  | Menergy Crisis        | Adam Newacheck    | Blake Anderson                                     | 2015. február 4.  | 0,81 millió | 507           |
| 58.  | 5.  | Gayborhood            | Kyle Newacheck    | Craig DiGregorio                                   | 2015. február 11. | 0,77 millió | 508           |
| 59.  | 6.  | Ditch Day             | Christian Hoffman | Craig Digregorio                                   | 2015. február 18. | 0,91 millió | 502           |
| 60.  | 7.  | Gramps DeMamp Is Dead | Kyle Newacheck    | Scotty Landes                                      | 2015. február 25. | 0,93 millió | 506           |
| 61.  | 8.  | Blood Drive           | Anders Holm       | Zoe Jarman és Sarah Peters                         | 2015. március 4.  | 0,94 millió | 505           |
| 62.  | 9.  | Wedding Thrashers     | Adam Newacheck    | Sean Clements és Dominic Dierkes                   | 2015. március 11. | 0,85 millió | 509           |
| 63.  | 10. | Trivia Pursuits       | Jay Karas         | Anders Holm                                        | 2015. március 18. | 0,72 millió | 510           |
| 64.  | 11. | The Slump             | Adam Devine       | Adam Devine                                        | 2015. március 25. | 0,94 millió | 511           |
| 65.  | 12. | Peyote It Forward     | Kyle Newacheck    | Kevin Etten                                        | 2015. április 1.  | 0,75 millió | 512           |
| 66.  | 13. | TAC in the Day        | Kevin Etten       | Craig Digregorio, Sean Clements és Dominic Dierkes | 2015. április 8.  | 0,83 millió | 513           |

## 6. évad (2016)
| Sor. | Év. | Cím                         | Rendező           | Író                              | Premier           | Nézettség   | Gyártási szám |
| ---- | --- | --------------------------- | ----------------- | -------------------------------- | ----------------- | ----------- | ------------- |
| 67.  | 1.  | Wolves of Rancho            | Adam DeVine       | Kevin Etten                      | 2016. január 14.  | 0,65 millió | 606           |
| 68.  | 2.  | Meth Head Actor             | Kyle Newacheck    | Ben Rodgers                      | 2016. január 21.  | 0,61 millió | 607           |
| 69.  | 3.  | Save the Cat                | Christian Hoffman | Anders Holm                      | 2016. január 28.  | 0,51 millió | 602           |
| 70.  | 4.  | Death of a Salesdude        | Anders Holm       | Sarah Peters és Zoe Jarman       | 2016. február 4.  | 0,51 millió | 601           |
| 71.  | 5.  | Gone Catfishing             | Kyle Newacheck    | Scotty Landes                    | 2016. február 11. | 0,55 millió | 605           |
| 72.  | 6.  | Going Viral                 | Kyle Newacheck    | Alex Blagg                       | 2016. február 18. | 0,54 millió | 604           |
| 73.  | 7.  | Night at the Dudeseum       | Adam Newacheck    | Jen D'Angelo                     | 2016. február 25. | 0,58 millió | 608           |
| 74.  | 8.  | The Fabulous Murphy Sisters | Kevin Etten       | John Quaintance és Scotty Landes | 2016. március 3.  | 0,44 millió | 610           |
| 75.  | 9.  | Always Bet on Blake         | Kyle Newacheck    | Blake Anderson                   | 2016. március 10. | 0,48 millió | 609           |
| 76.  | 10. | The Nuttin' Professor       | Kyle Newacheck    | John Quaintance                  | 2016. március 17. | 0,48 millió | 603           |

## 7. évad (2017)
| Sor. | Év. | Cím                                | Rendező           | Író                              | Premier                           | Nézettség   | Gyártási szám |
| ---- | --- | ---------------------------------- | ----------------- | -------------------------------- | --------------------------------- | ----------- | ------------- |
| 77.  | 1.  | Trainees' Day                      | Christian Hoffman | Ben Rodgers                      | 2017. január 11. 2025. július 17. | 0,48 millió | 702           |
| 78.  | 2.  | Weed the People                    | Adam Newacheck    | Scotty Landes                    | 2017. január 18.                  | 0,46 millió | 704           |
| 79.  | 3.  | Monstalibooyah                     | Adam Newacheck    | Devin Field                      | 2017. január 25.                  | 0,55 millió | 707           |
| 80.  | 4.  | Bill & Tez's Sexcellent Sexventure | Kyle Newacheck    | Kevin Etten                      | 2017. február 1.                  | 0,48 millió | 703           |
| 81.  | 5.  | Faux Chella                        | Jay Karas         | Zoe Jarman                       | 2017. február 8.                  | 0,40 millió | 705           |
| 82.  | 6.  | The Most Dangerless Game           | Kyle Newacheck    | John Quaintance                  | 2017. február 15.                 | 0,46 millió | 701           |
| 83.  | 7.  | Tactona 420                        | Anders Holm       | Jen D'Angelo                     | 2017. február 22.                 | 0,51 millió | 706           |
| 84.  | 8.  | Termidate                          | Jay Karas         | Blake Anderson                   | 2017. március 1.                  | 0,52 millió | 708           |
| 85.  | 9.  | Bianca Toro                        | Kevin Etten       | John Quaintance és Scotty Landes | 2017. március 8.                  | 0,46 millió | 709           |
| 86.  | 10. | Party Gawds                        | Kyle Newacheck    | Anders Holm                      | 2017. március 15.                 | 0,46 millió | 710           |